# WTA de Eastbourne
O WTA de Eastbourne – ou Rothesay International Eastbourne, atualmente – é um torneio de tênis profissional feminino, de nível WTA 250.
Realizado em Eastbourne, no litoral sul do Reino Unido, estreou em 1974. Os jogos são disputados em quadras de grama durante o mês de junho.
Durante a reformulação da temporada de grama em 2025, a federação britânica rebaixou o torneio de WTA 500 para WTA 250.

## Finais

### Simples
| Ano                                                         | Campeã                         | Vice-campeã                    | Resultado                      |                                |
| ----------------------------------------------------------- | ------------------------------ | ------------------------------ | ------------------------------ | ------------------------------ |
| 2025                                                        | Maya Joint                     | Alexandra Eala                 | 6–4, 1–6, 7–610                |                                |
| 2024                                                        | Daria Kasatkina                | Leylah Fernandez               | 6–3, 6–4                       |                                |
| 2023                                                        | Madison Keys                   | Daria Kasatkina                | 6–2, 7–613                     |                                |
| 2022                                                        | Petra Kvitová                  | Jeļena Ostapenko               | 6–3, 6–2                       |                                |
| 2021                                                        | Jeļena Ostapenko               | Anett Kontaveit                | 6–3, 6–3                       |                                |
| Torneio não realizado em 2020 devido à pandemia de COVID-19 |                                |                                |                                |                                |
| 2019                                                        | Karolína Plíšková              | Angelique Kerber               | 6–1, 6–4                       |                                |
| 2018                                                        | Caroline Wozniacki             | Aryna Sabalenka                | 7–5, 7–65                      |                                |
| 2017                                                        | Karolína Plíšková              | Caroline Wozniacki             | 6–4, 6–4                       |                                |
| 2016                                                        | Dominika Cibulková             | Karolína Plíšková              | 7–5, 6–3                       |                                |
| 2015                                                        | Belinda Bencic                 | Agnieszka Radwańska            | 6–4, 4–6, 6–0                  |                                |
| 2014                                                        | Madison Keys                   | Angelique Kerber               | 6–3, 3–6, 7–5                  |                                |
| 2013                                                        | Elena Vesnina                  | Jamie Hampton                  | 6–2, 6–1                       |                                |
| 2012                                                        | Tamira Paszek                  | Angelique Kerber               | 5–7, 6–3, 7–5                  |                                |
| 2011                                                        | Marion Bartoli                 | Petra Kvitová                  | 6–1, 4–6, 7–5                  |                                |
| 2010                                                        | Ekaterina Makarova             | Victoria Azarenka              | 7–64, 6–4                      |                                |
| 2009                                                        | Caroline Wozniacki             | Virginie Razzano               | 7–65, 7–5                      |                                |
| 2008                                                        | Agnieszka Radwańska            | Nadia Petrova                  | 6–4, 116–7, 6–4                |                                |
| 2007                                                        | Justine Henin                  | Amélie Mauresmo                | 7–5, 6–74, 7–62                |                                |
| 2006                                                        | Justine Henin-Hardenne         | Anastasia Myskina              | 4–6, 6–1, 7–65                 |                                |
| 2005                                                        | Kim Clijsters                  | Vera Douchevina                | 7–5, 6–0                       |                                |
| 2004                                                        | Svetlana Kuznetsova            | Daniela Hantuchová             | 2–6, 7–62, 6–4                 |                                |
| 2003                                                        | Chanda Rubin                   | Conchita Martínez              | 6–4, 3–6, 6–4                  |                                |
| 2002                                                        | Chanda Rubin                   | Anastasia Myskina              | 6–1, 6–3                       |                                |
| 2001                                                        | Lindsay Davenport              | Magüi Serna                    | 6–2, 6–0                       |                                |
| 2000                                                        | Julie Halard-Decugis           | Dominique van Roost            | 7–64, 6–4                      |                                |
| 1999                                                        | Natasha Zvereva                | Nathalie Tauziat               | 0–6, 7–5, 6–3                  |                                |
| 1998                                                        | Jana Novotná                   | Arantxa Sánchez Vicario        | 6–1, 7–5                       |                                |
| 1997                                                        | Final cancelada devido à chuva | Final cancelada devido à chuva | Final cancelada devido à chuva | Final cancelada devido à chuva |
| 1996                                                        | Monica Seles                   | Mary Joe Fernández             | 6–0, 6–2                       |                                |
| 1995                                                        | Nathalie Tauziat               | Chanda Rubin                   | 3–6, 6–0, 7–5                  |                                |
| 1994                                                        | Meredith McGrath               | Linda Harvey-Wild              | 6–2, 6–4                       |                                |
| 1993                                                        | Martina Navrátilová            | Miriam Oremans                 | 2–6, 6–2, 6–3                  |                                |
| 1992                                                        | Lori McNeil                    | Linda Harvey-Wild              | 6–4, 6–4                       |                                |
| 1991                                                        | Martina Navrátilová            | Arantxa Sánchez Vicario        | 6–4, 6–4                       |                                |
| 1990                                                        | Martina Navrátilová            | Gretchen Magers                | 6–0, 6–2                       |                                |
| 1989                                                        | Martina Navrátilová            | Raffaella Reggi                | 7–62, 6–2                      |                                |
| 1988                                                        | Martina Navrátilová            | Natalia Zvereva                | 6–2, 6–2                       |                                |
| 1987                                                        | Helena Suková                  | Martina Navrátilová            | 7–65, 6–3                      |                                |
| 1986                                                        | Martina Navrátilová            | Helena Suková                  | 3–6, 6–3, 6–4                  |                                |
| 1985                                                        | Martina Navrátilová            | Helena Suková                  | 6–4, 6–3                       |                                |
| 1984                                                        | Martina Navrátilová            | Kathy Jordan                   | 6–4, 6–1                       |                                |
| 1983                                                        | Martina Navrátilová            | Wendy Turnbull                 | 6–1, 6–1                       |                                |
| 1982                                                        | Martina Navrátilová            | Hana Mandlíková                | 6–4, 6–3                       |                                |
| 1981                                                        | Tracy Austin                   | Andrea Jaeger                  | 6–3, 6–4                       |                                |
| 1980                                                        | Tracy Austin                   | Wendy Turnbull                 | 7–63, 6–2                      |                                |
| 1979                                                        | Chris Evert-Lloyd              | Martina Navrátilová            | 7–5, 5–7, 13–11                |                                |
| 1978                                                        | Martina Navrátilová            | Chris Evert                    | 6–4, 4–6, 9–7                  |                                |
| Torneio não realizado em 1977                               |                                |                                |                                |                                |
| 1976                                                        | Chris Evert                    | Virginia Wade                  | 8–6, 6–3                       |                                |
| 1975                                                        | Virginia Wade                  | Billie Jean King               | 7–5, 4–6, 6–3                  |                                |
| 1974                                                        | Chris Evert                    | Virginia Wade                  | 7–5, 6–4                       |                                |

### Duplas
| Ano                                                         | Campeãs                                            | Vice-campeãs                             | Resultado                      |                                |
| ----------------------------------------------------------- | -------------------------------------------------- | ---------------------------------------- | ------------------------------ | ------------------------------ |
| 2025                                                        | Marie Bouzková Anna Danilina                       | Hsieh Su-wei Maya Joint                  | 6–4, 7–5                       |                                |
| 2024                                                        | Lyudmyla Kichenok Jeļena Ostapenko                 | Gabriela Dabrowski Erin Routliffe        | 5–7, 7–62, [10–8]              |                                |
| 2023                                                        | Desirae Krawczyk Demi Schuurs                      | Nicole Melichar-Martinez Ellen Perez     | 6–2, 6–4                       |                                |
| 2022                                                        | Aleksandra Krunić Magda Linette                    | Lyudmyla Kichenok Jeļena Ostapenko       | w.o.                           |                                |
| 2021                                                        | Shuko Aoyama Ena Shibahara                         | Nicole Melichar Demi Schuurs             | 6–1, 6–4                       |                                |
| Torneio não realizado em 2020 devido à pandemia de COVID-19 |                                                    |                                          |                                |                                |
| 2019                                                        | Chan Hao-ching Latisha Chan                        | Kirsten Flipkens Bethanie Mattek-Sands   | 2–6, 6–3, [10–6]               |                                |
| 2018                                                        | Gabriela Dabrowski Xu Yifan                        | Irina-Camelia Begu Mihaela Buzărnescu    | 6–3, 7–5                       |                                |
| 2017                                                        | Chan Yung-jan Martina Hingis                       | Ashleigh Barty Casey Dellacqua           | 6–3, 7–5                       |                                |
| 2016                                                        | Darija Jurak Anastasia Rodionova                   | Chan Hao-ching Chan Yung-jan             | 5–7, 7–64, [10–6]              |                                |
| 2015                                                        | Caroline Garcia Katarina Srebotnik                 | Chan Yung-jan Zheng Jie                  | 7–65, 6–2                      |                                |
| 2014                                                        | Chan Hao-ching Chan Yung-jan                       | Martina Hingis Flavia Pennetta           | 6–3, 5–7, [10–7]               |                                |
| 2013                                                        | Nadia Petrova Katarina Srebotnik                   | Monica Niculescu Klára Zakopalová        | 6–3, 6–3                       |                                |
| 2012                                                        | Nuria Llagostera Vives María José Martínez Sánchez | Liezel Huber Lisa Raymond                | 6–4, ab.                       |                                |
| 2011                                                        | Květa Peschke Katarina Srebotnik                   | Liezel Huber Lisa Raymond                | 6–3, 6–0                       |                                |
| 2010                                                        | Lisa Raymond Rennae Stubbs                         | Květa Peschke Katarina Srebotnik         | 6–2, 2–6, [13–11]              |                                |
| 2009                                                        | Akgul Amanmuradova Ai Sugiyama                     | Samantha Stosur Rennae Stubbs            | 6–4, 6–3                       |                                |
| 2008                                                        | Cara Black Liezel Huber                            | Květa Peschke Rennae Stubbs              | 2–6, 6–0, [10–8]               |                                |
| 2007                                                        | Lisa Raymond Samantha Stosur                       | Květa Peschke Rennae Stubbs              | 56–7, 6–4, 6–3                 |                                |
| 2006                                                        | Svetlana Kuznetsova Amélie Mauresmo                | Liezel Huber Martina Navrátilová         | 6–2, 6–4                       |                                |
| 2005                                                        | Lisa Raymond Rennae Stubbs                         | Elena Likhovtseva Vera Zvonareva         | 6–3, 7–5                       |                                |
| 2004                                                        | Alicia Molik Magüi Serna                           | Svetlana Kuznetsova Elena Likhovtseva    | 6–4, 6–4                       |                                |
| 2003                                                        | Lisa Raymond Lindsay Davenport                     | Jennifer Capriati Magüi Serna            | 6–3, 6–2                       |                                |
| 2002                                                        | Lisa Raymond Rennae Stubbs                         | Cara Black Elena Likhovtseva             | 56–7, 7–66, 6–2                |                                |
| 2001                                                        | Lisa Raymond Rennae Stubbs                         | Cara Black Elena Likhovtseva             | 6–2, 6–2                       |                                |
| 2000                                                        | Ai Sugiyama Nathalie Tauziat                       | Lisa Raymond Rennae Stubbs               | 2–6, 6–3, 7–63                 |                                |
| 1999                                                        | Martina Hingis Anna Kournikova                     | Jana Novotná Natasha Zvereva             | 6–4, ab.                       |                                |
| 1998                                                        | Mariaan de Swardt Jana Novotná                     | Arantxa Sánchez Vicario Natasha Zvereva  | 6–1, 6–3                       |                                |
| 1997                                                        | Final cancelada devido à chuva                     | Final cancelada devido à chuva           | Final cancelada devido à chuva | Final cancelada devido à chuva |
| 1996                                                        | Jana Novotná Arantxa Sánchez Vicario               | Rosalyn Nideffer Pam Shriver             | 4–6, 7–5, 6–4                  |                                |
| 1995                                                        | Jana Novotná Arantxa Sánchez Vicario               | Gigi Fernández Natasha Zvereva           | 0–6, 6–3, 6–4                  |                                |
| 1994                                                        | Gigi Fernández Natalia Zvereva                     | Inés Gorrochategui Helena Suková         | 46–7, 6–4, 6–3                 |                                |
| 1993                                                        | Gigi Fernández Natalia Zvereva                     | Jana Novotná Larisa Neiland              | 2–6, 7–5, 6–1                  |                                |
| 1992                                                        | Jana Novotná Larisa Savchenko-Neiland              | Mary Joe Fernández Zina Garrison-Jackson | 6–0, 6–3                       |                                |
| 1991                                                        | Larisa Savchenko Natalia Zvereva                   | Gigi Fernández Jana Novotná              | 2–6, 6–4, 6–4                  |                                |
| 1990                                                        | Larisa Savchenko-Neiland Natalia Zvereva           | Patty Fendick Zina Garrison-Jackson      | 6–4, 6–3                       |                                |
| 1989                                                        | Katrina Adams Zina Garrison                        | Jana Novotná Helena Suková               | 6–3, ab.                       |                                |
| 1988                                                        | Eva Pfaff Elizabeth Smylie                         | Belinda Cordwell Dinky Van Rensburg      | 6–3, 7–66                      |                                |
| 1987                                                        | Svetlana Parkhomenko Larisa Savchenko              | Rosalyn Fairbank Elizabeth Smylie        | 7–65, 4–6, 7–5                 |                                |
| 1986                                                        | Martina Navrátilová Pam Shriver                    | Claudia Kohde-Kilsch Helena Suková       | 6–2, 6–4                       |                                |
| 1985                                                        | Martina Navrátilová Pam Shriver                    | Kathy Jordan Elizabeth Smylie            | 7–5, 6–4                       |                                |
| 1984                                                        | Martina Navrátilová Pam Shriver                    | Jo Durie Ann Kiyomura                    | 6–4, 6–2                       |                                |
| 1983                                                        | Martina Navrátilová Pam Shriver                    | Jo Durie Anne Hobbs                      | 6–1, 6–0                       |                                |
| 1982                                                        | Martina Navrátilová Pam Shriver                    | Kathy Jordan Anne Smith                  | 6–3, 6–4                       |                                |
| 1981                                                        | Martina Navrátilová Pam Shriver                    | Kathy Jordan Anne Smith                  | 6–7, 6–2, 6–1                  |                                |
| 1980                                                        | Kathy Jordan Anne Smith                            | Pam Shriver Betty Stöve                  | 6–4, 6–1                       |                                |
| 1979                                                        | Betty Stöve Wendy Turnbull                         | Ilana Kloss Betty Ann Stuart             | 6–2, 6–2                       |                                |
| 1978                                                        | Chris Evert Betty Stöve                            | Billie Jean King Martina Navrátilová     | 6–4, 6–7, 7–5                  |                                |
| Torneio não realizado em 1977                               |                                                    |                                          |                                |                                |
| 1976                                                        | Final cancelada devido à chuva                     | Final cancelada devido à chuva           | Final cancelada devido à chuva | Final cancelada devido à chuva |
| 1975                                                        | Julie Anthony Olga Morozova                        | Evonne Goolagong Peggy Michel            | 6–2, 6–4                       |                                |